# 弗兰克·艾德洛特
弗兰克·里奇韦·艾德洛特（英語：Franklin Ridgeway Aydelotte，1880年10月16日—1956年12月17日）是一位美国教育家，曾在1920至1940年间任斯沃斯莫爾學院的第7任院长，也是首位不属于貴格會的斯沃斯莫爾學院院长，在1939至1947的二战年间任普林斯顿高等研究院的第2任院长。